# ویلیام لانسدیل
 ویلیام لانسدیل (انگلیسی: William Lonsdale؛ ۹ سپتامبر ۱۷۹۴ – ۱۱ نوامبر ۱۸۷۱) یک دانشمند در زمینه اهل بریتانیا بود.